# Stroe (Hollande-Septentrionale)
Pour les articles homonymes, voir Stroe.
Stroe est un village situé dans la commune néerlandaise de Hollands Kroon, dans la province de la Hollande-Septentrionale. En 2009, le village comptait environ 200 habitants.